# Husaby
För andra betydelser, se Husaby (olika betydelser).
Husaby är kyrkbyn i Husaby socken i Götene kommun i Västergötland. Orten ligger söder om Kinnekulle väster om Götene.
Här finns Husaby kyrka samt biskopsdömets borgruin. Invid kyrkan finns en källa, där enligt legenden Olof Skötkonung kring år 1000 lät döpa sig som rikets förste kristne kung.